# SION (アルバム)
『SION』（シオン）は、SIONの1枚目のオリジナル・アルバム。1986年6月21日に発売された。発売元はCONTINENTAL（テイチク）。

## 解説
SIONのメジャー・デビュー・アルバム。LPレコード、カセットテープ、CDの3形態で発売された。
作詞家の岡本おさみがOKAMOTO名義で共作している。
1stシングル『俺の声』と同時発売。

## リリース変遷
2004年3月24日に再発売され、2008年8月27日に紙ジャケット・デジタルリマスタリング仕様で再発売された（現在は廃盤）。
発売当時および2004年再発時のCDには「俺の声」「ハード・レイン」が収録されていたが、2008年の紙ジャケット盤には収録されていない。

## 収録曲
作詞・全作曲：SION　

### LPレコード・カセット・CD（2008年盤）
LPレコード・カセットは、A面に1〜4、B面に5〜8を収録している。
1. 風向きが変わっちまいそうだ (5:56)
2. SORRY BABY (5:40)
（作詞：SION & OKAMOTO）
福山雅治が5thアルバム『Calling』（初回封入CD）、9thシングル『IT'S ONLY LOVE/SORRY BABY』でカバーしている。
3. レストレス・ナイト (4:02)
（作詞：SION & OKAMOTO）
4. コンクリート・リバー (7:05)
（作詞：SION & OKAMOTO）
5. 新宿の片隅から (4:33)
6. TONIGHT (4:12)
7. 今日もまんざらじゃなかった (6:13)
8. 街は今日も雨さ (7:06)
（作詞：SION & OKAMOTO）
自主制作盤『新宿の片隅で』に収録されていた楽曲を再録音。再録音に際して、歌詞が一部変更されている。

### CD（1986年・2004年盤）
1. 風向きが変わっちまいそうだ (5:56)
2. SORRY BABY (5:40)
3. レストレス・ナイト (4:02)
4. コンクリート・リバー (7:05)
5. 新宿の片隅から (4:33)
6. 俺の声 (3:52)
（作詞：SION & OKAMOTO）
自主制作盤『新宿の片隅で』に収録されていた楽曲を再録音した、1stシングル。
7. TONIGHT (4:12)
8. 今日もまんざらじゃなかった (6:13)
9. ハード・レイン (4:04)
（作詞：SION & OKAMOTO）
1stシングル『俺の声』のカップリング曲。
10. 街は今日も雨さ (7:06)

## 参加ミュージシャン
- SION：ボーカル
- 松田文：ギター、スライドギター（「今日もまんざらじゃなかった」、「コンクリート・リバー」）
- 花田裕之：ギター
- チャールス清水：オルガン、ピアノ（「TONGIHT」）
- 小山英樹：ピアノ、オルガン（「TONIGHT」）
- 穴井仁吉：ベース
- 池畑潤二：ドラム
- スマイリー：サックス、タンバリン
- 藤井康一：バッキングボーカル
- 東十条ボーイズ：コーラス